# Offiziershochschule der Landstreitkräfte „Ernst Thälmann“
Die Offiziershochschule der Landstreitkräfte (OHS der LaSK) war eine militärische Hochschule der DDR, die von 1963 bis 1990 bestand, und 1964 nach Ernst Thälmann benannt wurde. Die Offiziershochschule diente der Ausbildung von Offizieren und Fähnrichen der Nationalen Volksarmee und anderer bewaffneter Organe der DDR.

## Geschichte
Die Befehle Nr. 45/63 und 69/63 des Ministers für Nationale Verteidigung bildeten die Grundlage für den Aufbau der Offiziershochschule der Landstreitkräfte. Im Zeitraum vom 22. Oktober bis 30. November 1963 erfolgte die Zusammenlegung der acht Offiziersschulen der Landstreitkräfte in die Standorte Löbau und Zittau. Die neuen Unterbringungsorte waren die Jägerkaserne in Löbau und die ehemalige König-Ludwig-Kaserne in Zittau.
An den Standort Löbau verlegt wurden:
- Infanterieschule I Plauen (Fachrichtung Mot.-Schützen- und Panzerkommandeure)
- Panzerschule Großenhain (Fachrichtung Mot.-Schützen- und Panzerkommandeure)
- Kraftfahrzeugtechnische Schule Stahnsdorf (Fachrichtung Panzer- und Kfz.-Technik)
- Infanterieschule II Frankenberg (Fachrichtung Gesellschaftswissenschaften)
- Pionierschule Dessau (Fachrichtung Chemische Dienste, bis 1968 in Zittau)

An den Standort Zittau verlegt wurden:
- Nachrichtenschule Döbeln (Fachrichtung Nachrichten)
- Artillerieschule Dresden (Fachrichtung Artillerie/Bewaffnung)
- Schule Rückwärtige Dienste Erfurt (Fachrichtung Rückwärtige Dienste)

Die Eröffnung der Offiziersschule der Landstreitkräfte erfolgte am  2. Dezember 1963 durch den Minister für Nationale Verteidigung, am 1. März 1964 wurden Truppenfahne und der Ehrenname „Ernst Thälmann“ verliehen. Zum 1. März 1971 erhielt sie den Status einer Offiziershochschule.
Den Absolventen der OHS wurde ab 1987 ein Absolventenabzeichen verliehen.
Mit dem Ende der NVA im Jahr 1990 wurde auch die Offiziershochschule aufgelöst. Rechtsnachfolger wurde das Bundeswehrkommando Ost.

## Gliederung

### Militärischer Bereich

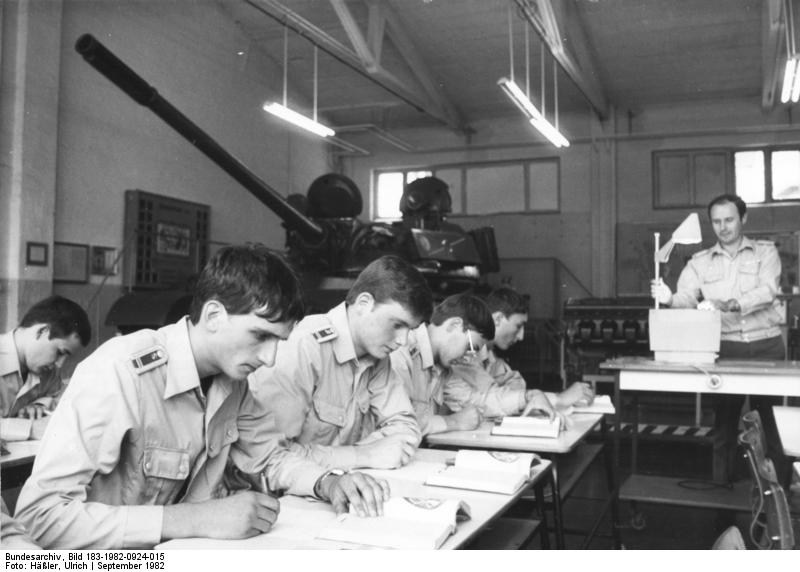
Hörsaalausbildung der LaSK, 2. Studienjahr

Kommandeur und Stab der Offiziershochschule befanden sich am Standort Löbau.
Die Offiziersschüler waren in Kompanien / Batterien, Zügen und Gruppen militärisch gegliedert. Der Kompaniechef / Batteriechef war ein Offizier der Dienstgradgruppe der Stabsoffiziere bis Oberstleutnant und trug die Funktionsbezeichnung Lehrgruppenleiter/Kompaniechef bzw. Lehrgruppenleiter/Batteriechef (LGL/KC bzw. LGL/BC).
Die Zugführer wurden von einem Offiziersschüler gestellt. Dieser wurde von der Kompanieführung bestimmt. Bereits zum Studienbeginn fungierten Offiziersschüler als Stellvertreter Zugführer (StZF) und als Gruppenführer (GF). Dies war an zwei roten Streifen (für StZF) bzw. einem roten Streifen (für GF) auf beiden Schulterstücken der Dienstuniform ersichtlich.
Der FDJ-Kompaniesekretär war an einem breiten blauen und der SED-Kompaniesekretär an einem breiten roten Streifen auf beiden Schulterstücken zu erkennen. Die FDJ und Parteisekretäre waren ab dem 4. Semester Mitglied der Kompanieführung und wohnten in der Regel mit einem Zugführer zu dritt in einer Stube. Mit Beginn des dritten Studienjahrs entfielen die bis dahin etatmäßigen Zugführer mit Offiziersrang.
In jeder Kompanie gab es einen Hauptfeldwebel, der umgangssprachlich auch als „Spieß“ bezeichnet wurde. Ihm wurden ein bis zwei Offiziersschüler als Gehilfen beigegeben, die ihn bei Abwesenheit vertraten. Im Gegensatz zur Bundeswehr (dort Kompaniefeldwebel genannt) handelte es sich bei dem Hauptfeldwebel nicht um einen Dienstgrad, sondern um eine Dienststellung.
An beiden Standorten gab es kasernennahe Standortübungsplätze. Dort erfolgten die militärische Grundausbildung und die truppengattung-spezifische Geländeausbildung. Dazu standen an beiden Standorten BSA (Bataillon zur Sicherstellung der Ausbildung) bzw. ASA (Abteilung zur Sicherstellung der Ausbildung), später RSA (Regiment zur Sicherstellung der Ausbildung), mit Personal, Gerät, Ausrüstung und Bewaffnung zur Verfügung.
Nach der Grundausbildung und der Vereidigung begann das Studium an den einzelnen Sektionen. Jedoch wurden die Offiziersschüler noch bis zum dritten Studienjahr zur Kasernenwache, Munitionswache, Feuerwache und Standortstreife regelmäßig eingeteilt. Nach dem zweiten Studienjahr waren Truppenpraktika vorgesehen. Den Offiziersschülern oblag auch das Stuben- und Revierreinigen sowie, in den ersten beiden Studienjahren, die Reinigung der Lehrgebäude und der Außenreviere. Da – zumindest in der Sektion Nachrichten – viele Offiziersschüler im Rahmen des Diensthabenden-Systems des Warschauer Paktes in die Funk- und Richtfunkbereitschaft eingebunden waren und außerdem eine wissenschaftliche Hausarbeit geschrieben werden musste, entfielen die Außenreviere.
Die Offiziersschüler wurden kaserniert untergebracht, wobei je eine Kompanie zu vier Zügen jeweils einen Flur eines Kasernenblocks belegte. Die einzelnen Stuben waren mit je 4 Mann belegt.  Ausgang, Urlaub und Kleiderordnung waren gemäß Dienstvorschrift und Kasernenbefehl geregelt, bedurften aber der Genehmigung der zuständigen Disziplinarvorgesetzten. Mit steigender Studienzeit wurden Erleichterungen gewährt. Offiziersschüler mit Vordienstzeiten als Portepee-Unteroffizier hatten beispielsweise ständige Erlaubnis, außerhalb der Kaserne Zivilkleidung zu tragen.
Die Offiziersschüler des vierten Studienjahres hatten dann grundsätzlich das Recht auf täglichen Ausgang und eine ständige Erlaubnis, außerhalb der Kaserne zivile Kleidung zu tragen.
Am Standort Zittau erfolgte die Unterbringung der Offiziersschüler des vierten Studienjahres und die der weiblichen Armeeangehörigen außerhalb der Kaserne.

### Hochschulbereich
In Anlehnung an die Organisationsformen der Hoch- und Fachschulen erfolgte die Ausbildung zunächst in Fachrichtungen, später in Sektionen mit mehreren verschiedenen Lehrstühlen. Während des Studiums konnte, sofern die erforderliche Qualifikationen und Prüfungsnachweise erbracht wurden, Klassifikationsabzeichen, Schützenschnur, u. a. getragen werden.
Die Studiendauer wurde mit der Verleihung des Hochschulstatus ab dem Studienjahrgang 1983 durchgängig von drei auf vier Jahre verlängert. Bereits vorher, beispielsweise an der ehemaligen Fachrichtung Nachrichten, wurden sogenannte Vierjahreskurse von 1963 bis 1966 durchgeführt.

#### Jägerkaserne in Löbau
Im Bereich der Jägerkaserne Löbau erfolgten Studium und Ausbildung an folgenden Sektionen:
- Sektion 01, Gesellschaftswissenschaften, Politoffiziere (auch Lehrgangsteilnehmer weiblich)
- Sektion 02, Mot.-Schützenkommandeure, Aufklärungs- und Fallschirmjägereinheiten
- Sektion 03, Panzerkommandeure
- Sektion 05, Truppenluftabwehr (TLA)
- Sektion 06, Pioniere
- Sektion 07, Chemische Dienste
- Sektion 10, Technik und Bewaffnung (des Kfz-, Panzer- und waffentechnischen Dienstes)
- Sektion 11, Grundlagenvertiefung, Sprachausbildung, spezielle technische Fächer

#### König-Ludwig-Kaserne in Zittau
Im Bereich der Kaserne Zittau erfolgten Studium und Ausbildung an folgenden Sektionen:
- Sektion 01, Gesellschaftswissenschaften
- Sektion 04, Raketentruppen und Artillerie (RTA)
- Sektion 06, Pioniere (ab 1979)
- Sektion 08, Nachrichten (im Sinne von Fernmelde; auch Lehrgangsteilnehmer weiblich)
- Sektion 09, Rückwärtige Dienste (auch Lehrgangsteilnehmer weiblich)
- Sektion 10, Technik und Bewaffnung (des Kfz-, Panzer- und waffentechnischen Dienstes)
- Sektion 11, Grundlagenvertiefung, Sprachausbildung, spezielle technische Fächer
- Sektion 12, Militärtransportwesen (ging 1986 in Sektion 09 auf)

## Kommandeure
| Dienstgrad und Name              | Dienstzeit | Bemerkung                                     |
| -------------------------------- | ---------- | --------------------------------------------- |
| Generalmajor Leopold Gotthilf    | 1963–1974  | danach Ministerium für Nationale Verteidigung |
| Generalleutnant Hans-Georg Ernst | 1973–1976  |                                               |
| Generalmajor Helmut Geisler      | 1976–1977  | m.d.F.b.                                      |
| Generalleutnant Werner Winter    | 1977–1983  |                                               |
| Generalleutnant Horst Sylla      | 1983–1985  |                                               |
| Generalleutnant Ulrich Bethmann  | 1985–1990  |                                               |